# Leopoldine Kutzel

Porträt der Leopoldine Kutzel (Aus: „Der Humorist“. 1. März 1885, S. 8.)

Leopoldine Kutzel (geb. Leopoldine Regina Kuzel, verh. Zehetgruber, * 25. August 1860 in Wien-Meidling; † 19. Dezember 1935 in Mauer (Wien)) war eine österreichische Volkssängerin und Schauspielerin, die um 1880 mit ihren volkstümlichen Liedern in Wien als „Brettl-Diva“ populär war.

## Leben
Leopoldine Kutzel war eine populäre Wiener Volkssängerin, die durch ihre humorvollen Schlager „Es steht halt nix auf über a g’sunde Natur“, „Soll i lachen oder wana?“, „So was kann mir net passieren!“, „Hör’n S’ auf, sonst muß i lachen!“ und vor allem durch ihr Lied „I bin ja net von Podiebrad, gar ka Spur, i bin a harbe Weanerin voll Hamur“ beliebt und berühmt war: „Die Verstorbene war seinerzeit eine der beliebtesten Volkssängerinnen. Sie trat mit Louise Montag und [Edmund] Guschelbauer, Josefine Gallmeyer und Alexander Girardi auf.“
Nach der bereits 1885 angekündigten, aber erst 1888 erfolgten Heirat mit dem Wiener Stellfuhrwerk-Unternehmer Leopold Zehetgruber verabschiedete sie sich von der Bühne. Das Ehepaar Zehetgruber ist für die Tourismusgeschichte der Kamptal-Sommerfrische Gars wichtig, weil es 1895 und 1903 zwei Sommervillen errichten ließ, die sie teils selbst bewohnten, teils an Sommergäste vermieteten. Nach dem Verkauf zählten die Villa, Gars Nr. 118 („Pension Lindner“, später „Waldpension Lindner“, später „Waldpension“), und die benachbarte Villa, Gars Nr. 147 („Phönixheim“), zu den maßgeblichen Garser Hotelleriebetrieben.
Leopoldine Kutzel wurde am 23. Dezember 1935 am Hietzinger Friedhof (Gruppe 14, Nummer 63) begraben.

## Werk (Auswahl)

Leopoldine Kutzel als „harbe Poldi“

- Alexander Girardi und Carl Lorens: In Franzl sein Lebenslauf. Gleichartiges Quodlibet von Alexander Girardi, nach beliebten Volksliedern arrangiert von Carl Lorens und gesungen von Leopoldine Kutzel.
- Carl Lorens: Mir san net von Podiebrad, san gebor'n am Donaustrand. Duett, gesungen von den preisgekrönten Duettisten Edi und Biedermann sowie von Leopoldine Kutzel in Danzers Orpheum.
- Carl Lorens: Pasch-Lied. Das Höchste für an Weaner ist immer a Gaude. Original-Vortrag von Carl Lorens, gesungen von Leopoldine Kutzel aus Danzers Orpheum.
- Carl Lorens: D’höchste Umwurlerei. Wann ich noch so z'ruck denk, vor a zwölf, dreizehn Jahr’. Lied von Carl Lorens. Vorgetragen von Leopoldine Kutzel.
- Carl Lorens und  Theodor Franz Schild: ’s Weana Naturell!. Nur immer lustig kreuzfidel, so sein wir jederzeit. Marsch-Couplet, Text von Carl Lorens, Musik von Theodor Franz Schild. Aus dem Repertoire der beliebten Liedersängerin Leopoldine Kutzel.
- Carl Lorens: Ui jegerl, das is gut. Wenn ein echt's Weanerkind zum Heurig'n auffifahrt. Liedtext von Carl Lorens. Musik von W. Preßburg, Gesungen von Leopoldine Kutzel.